# Droga krajowa B86 (Niemcy)
Droga krajowa 86 (niem. Bundesstraße 86, B 86) – niemiecka droga krajowa przebiegająca  z południa na północ od skrzyżowania z drogą B4 i B176 w Straußfurcie w Turyngii do skrzyżowania z drogą B180 w Hettstedt w Saksonii-Anhalt.